# Odezwa w sprawie udziału Polaków w wojnie francusko-pruskiej
Odezwa w sprawie udziału Polaków w wojnie francusko-pruskiej – odezwa Cypriana Kamila Norwida z 1870.

## O utworze
23 sierpnia 1870 Komisja Tymczasowa Emigracji Polskiej w Paryżu, na czele której stanął Karol Ruprecht, wydała odezwę do rodaków, aby zgłaszali się do oddziału polskiego, który miał wziąć udział w walce z Prusakami. Norwid zgłosił swój udział, a 1 września, już po otrzymaniu numeru zaciągu wojskowego, przesłał Ruprechtowi podziękowanie, do którego dołączył tekst osobistej odezwy. Autograf przepadł w 1944. Tekst opublikował po raz pierwszy Zenon Przesmycki w 1937 w IX tomie Wszystkich pism
W tekście odezwy Norwid stwierdza, że jeżeli Francja nie może przyzwolić na zatknięcie polskiej chorągwi, udział w wojnie wziąć powinni tylko ludzie zawodowo zajmujący się rzemiosłem wojennymː żołnierze, doktorzy, ambulansy, etc. Jeśli natomiast miałoby być utworzone polskie wojsko, niezbędny jest manifest do dwóch kategorii Polakówː do tych którzy służą w niemieckim wojsku pod polskimi nazwiskami, aby się ostatecznie zniemczyli, tak jak zaborca zniemcza nazwy geograficzne, drugich otumanionych i przestraszonych, aby rzucili broń.